# جوس جاكوبس
جوس جاكوبس (بالفرنسية: Jos Jacobs)‏ مواليد 28 يناير 1953 في بلجيكا، هو دراج بلجيكي سابق في صنف سباق الدراجات على الطريق.

## سجل النتائج

### سباقات أو مراحل فاز بها
- طواف فرنسا

## وصلات خارجية
- الموقع الرسمي

## روابط خارجية
- جوس جاكوبس على موقع أرشيف الدراجات (الإنجليزية)
- جوس جاكوبس على موقع إحصائيات الدراجات الإحترافية (الإنجليزية)